# Oddział Wydzielony „Toruń”
Oddział Wydzielony „Toruń” – oddział wydzielony Wojska Polskiego II Rzeczypospolitej walczący w kampanii wrześniowej 1939.

## Formowanie i działania

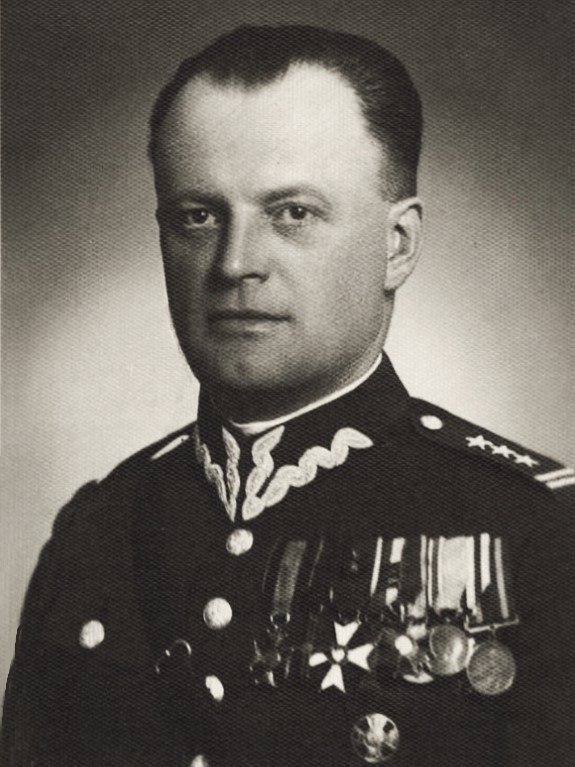
Płk dypl. Aleksander Myszkowski

Po zmobilizowaniu (skrzyknięciu) Chełmińskiej Brygady Obrony Narodowej, wszystkie jej bataliony zostały przydzielone do poszczególnych dywizji piechoty. Dowództwu brygady podporządkowano jedynie batalion przysposobienia Wojskowego „Toruń" oraz 68 dywizjon artylerii lekkiej. Siły te, w ramach tworzonego Oddziału Wydzielonego „Toruń” płk. Aleksandra Myszkowskiego, miały stanowić osłonę Torunia. Oddział obsadził umocnioną linię obrony na wschodnim brzegu Wisły, w oparciu o linię fortów.
Batalion PW został sformowany 28 sierpnia 1939 w Toruniu z młodzieży przeszkolonej w ramach Przysposobienia Wojskowego oraz oficerów rezerwy i podoficerów – byłych instruktorów PW. Etatowo składał się z trzech kompanii piechoty, kompanii ciężkich karabinów maszynowych i kompanii broni towarzyszącej. żołnierze (uczniowie) wyposażeni byli w stare francuskie karabiny, a niektóre pododdziały w ogóle nie miały broni.

68 dywizjon artylerii lekkiej został sformowany w mobilizacji alarmowej w grupie niebieskiej na bazie III dywizjonu 31 pułku artylerii lekkiej w składzie trzech czterodziałowych baterii haubic 100 mm.
Po południu 5 września szef Sztabu Naczelnego Wodza gen. Wacław Stachiewicz poinformował dowódcę Armii „Pomorze” gen. dyw. Władysława Bortnowskiego o stale pogarszającej się sytuacji ogólnej. Skutkować to mogło możliwością odcięcia dróg wycofania w kierunku na Warszawę. W zaistniałej sytuacji gen. Bortnowski zdecydował się utworzyć Grupę Operacyjną gen. Przyjałkowskiego. Jej zadaniem było osłonić kierunek na Toruń z zachodu i północnego zachodu. Bezpośrednio Torunia miał bronić Oddział Wydzielony płk. Myszkowskiego w składzie: 6 batalionów, OW Flotylli Rzecznej Marynarki Wojennej „Wisła”, 48 dal i 68 dal, a także artyleria 27 DP (7 dział).
6 września Oddział Wydzielony „Toruń” w dalszym ciągu trwał na północno-wschodnim przedmościu Torunia. Około południa nawiązano kontakt bojowy z niemieckimi patrolami rozpoznawczymi.
W tym też dniu sztab Armii „Pomorze” wydał rozkaz operacyjny na 7 września. Przewidywał on utworzenie nowej grupy operacyjnej pod dowództwem gen. Juliusza Drapelli. W jego skład wszedł między innymi  OW płk. Myszkowskiego. Większość batalionów marszowych (63 pp, 64 pp, 59 pp i I/OZN 59 pp) oraz oba dywizjony artylerii lekkiej weszła w skład i uzupełniła 27 DP.

## Struktura organizacyjna
1 września
- dowództwo Oddziału Wydzielonego „Toruń”
- batalion Przysposobienia Wojskowego „Toruń”[a] - dowódca kpt. Stanisław Sudolski[14]
- 68 dywizjon artylerii lekkiej

5 września:
- dowództwo OW płk. Aleksandra Myszkowskiego
- 6 batalionów:
  - batalion marszowy 63 pp - dowódca por. Włodzimierz Kasprowicz[15][16]
  - batalion marszowy 64 pp - dowódca por. Władysław Stolarczyk[16]
  - batalion marszowy 59 pp - dowódca kpt. Stefan Szajnert[17]
  - batalion nadwyżek (I/OZN 59 pp) - dowódca kpt. Marian Kocyłowski[18][17]
  - batalion marszowy 67 pp[15]
  - batalion marszowy 66 pp[15]
- OW Flotylli Rzecznej Marynarki Wojennej „Wisła"
- 48 dywizjon artylerii lekkiej
- 68 dywizjon artylerii lekkiej
- artyleria 27 DP (7 dział)